# Джеймс Серл Доулі
Джеймс Сірл Доулі (англ. James Searle Dawley, підписувався J. Searle Dawley; нар. 30 травня 1877 — пом. 30 березня 1949) — американський кінорежисер і сценарист. Був режисером 149 фільмів.
В 1895-1907 роках працював театральним актором і режисером в Денвері. 1907 року був запрошений Едвіном Портером на роботу до кіностудії Едісона. Протягом року працював асистентом Портера, а 1908 року зняв перший самостійний фільм. 1910 року став одним із засновників студії Balboa в місті Лонг-Біч у Каліфорнії.
В кінці 1920-х років відійшов від кіноіндустрії і в 1930-і роки працював в області радіомовлення.

## Фільмографія
- 1908 — Врятований з орлиного гнізда
- 1909 — Гензель і Гретель
- 1910 — Франкенштейн
- 1910 — Різдвяна пісня
- 1912 — Обов'язок бригади світла
- 1913 — Хвіст старої мавпи
- 1913 — Хульда з Голландії
- 1915 — Чотири пера
- 1916 — Білосніжка